# 上仙菩薩之奥城
上仙菩薩之奥城（じょうせんぼさつのおくつき、上仙菩薩）

新居浜市一宮神社の側に祀られてある上仙菩薩の奥都城。

## 概要
天皇家より菩薩号など幾多の恩恵を賜った高僧の奥都城（神道式の墓）。

## 所在地
愛媛県新居浜市の一宮神社の南西部に祀られている。市内の中心部に位置しており県道を挟んだ北側には新居浜郵便局、東側には新居浜市北消防署や新居浜市役所などが隣接。この場所は上仙が開いた萬願寺の跡地にあたる。

## 奥城の由緒

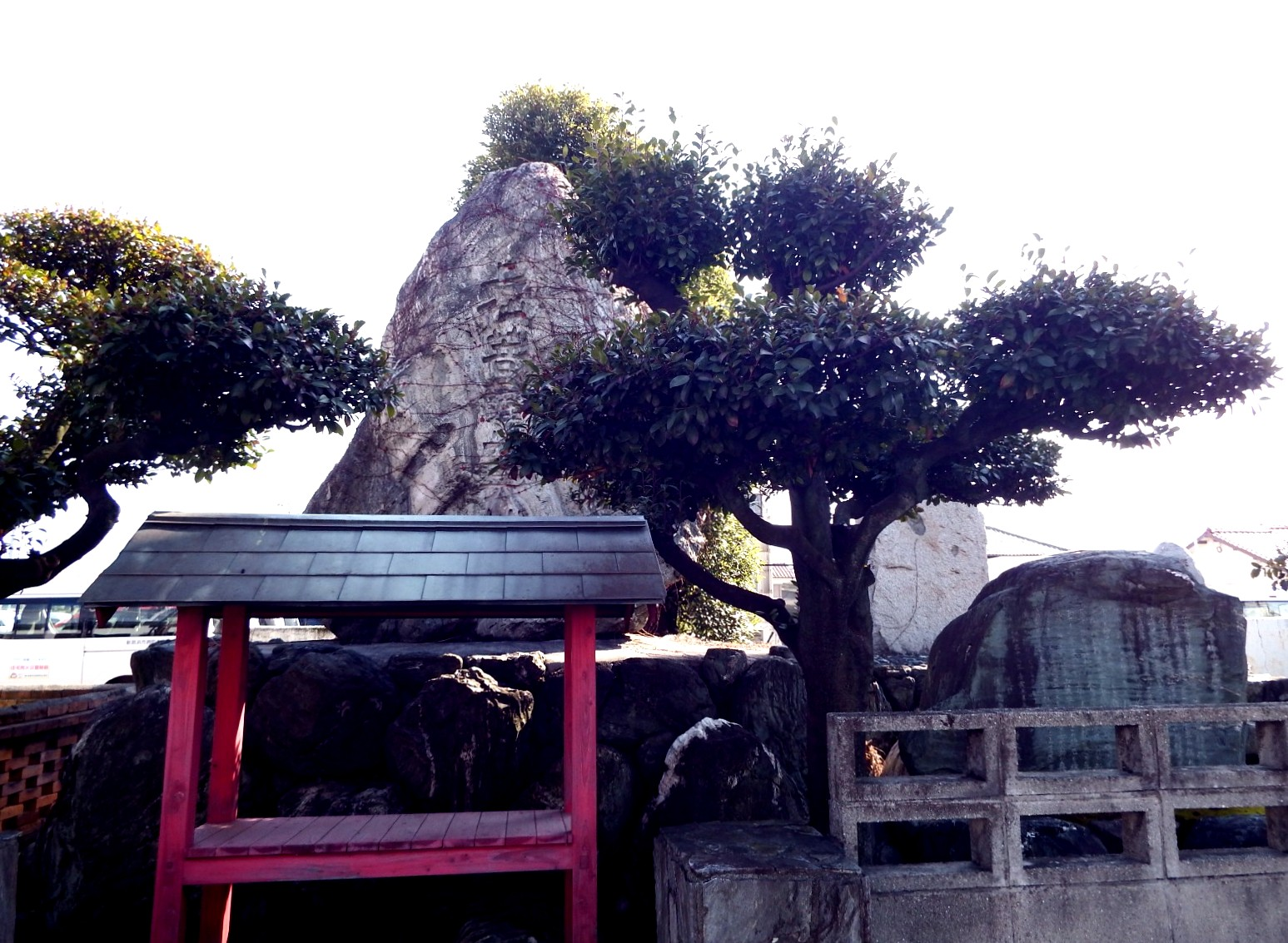
上仙の奥城と顕彰碑

奥城には「上仙菩薩之奥城」と刻まれてあり、奥都城の高さは三メートルを超える。この付近は戦国時代に起こった天正の陣による兵火で廃寺となった上仙が開いた萬願寺の表門付近であり、一宮神社 (新居浜市)の宮司一族の墓所。隣に建立された石碑には以下の由緒が記されてある。
「上仙菩薩は幼名を千寿丸と呼び、一宮神社宮司矢野実遠の次男として生まれた。仏に帰依して仏門に入り寂仙法師と呼ばれ、石鎚、笹ヶ峰、瓶ヶ森の霊山を開山。また、萬願寺、正法寺、上仙寺を開き地方文化産業の興隆に尽力した高僧である。上仙の帰幽後萬願寺の聖域近く墓所を作られ人々の崇敬を受けていたが、昭和三十七年壬寅如月上仙の遠孫矢野小春その子文雄とはかり、笹ケ峰山麓早川よりこの碑石を採取し万世不動の奥城を営み以て遠祖の霊を慰め永く上仙菩薩の遺徳を偲ばんとするものなり。昭和三十七年壬寅五月五日」（一部略）

## 神之地興隆
上仙菩薩（天平宝字2年〈758年〉没）は、奈良時代の僧侶。

伊予国神野郡の出身で幼名は千寿丸。仏に帰依して仏門に入り、伊豫三名山や山岳信仰と大きく関わった。笹ヶ峰・瓶ヶ森・石鎚山を開山へと導き萬願寺、石鈇山往生院正法寺 、上仙寺、金色院前神寺等を開基。かつて神之地と呼ばれたこの地域の興隆に尽力をされて、この地に神社を創祀して寺院を開いた。

## 大和朝廷との繋がり
天皇家が監修した文徳実録や日本国現報善悪霊異記、寺院や伝承などによると上仙は大和朝廷とは縁深く、後に天皇家より菩薩号を賜った伊豫の高僧としても知られる。

第五十二代日本国天皇嵯峨天皇は上仙開基の正法寺を自身の勅願寺としている。